# El Vaquerito
El Vaquerito är en ort i Mexiko.   Den ligger i kommunen Charo och delstaten Michoacán de Ocampo, i den södra delen av landet, 200 km väster om huvudstaden Mexico City. El Vaquerito ligger 2 112 meter över havet och antalet invånare är 454.
Terrängen runt El Vaquerito är varierad. Runt El Vaquerito är det ganska tätbefolkat, med 62 invånare per kvadratkilometer. Närmaste större samhälle är Charo, 9,8 km nordväst om El Vaquerito. I omgivningarna runt El Vaquerito växer i huvudsak blandskog.